# Thrombophyton
Thrombophyton is een geslacht van neteldieren uit de klasse van de Anthozoa (bloemdieren).

## Soorten
- Thrombophyton coronatum McFadden & Hochberg, 2003
- Thrombophyton trachydermum McFadden & Hochberg, 2003